# 키레네 (리비아)

리비아

키레네(그리스어: Κυρήνη Kyrēnē[*], 영어: Cyrene)는 고대 그리스 식민지 도시 중 하나로 현재의 리비아의 샤하트(Shahhat) 마을에 위치하였던 고대 도시이다. 키레네는 이 지역의 당시의 다섯 그리스 도시들 중 가장 오래되고 또한 가장 중요한 도시였다. 리비아의 동부 지역을 일컫는 명칭인 "키레나이카"는 키레네를 본따 지어진 이름으로 지금도 사용되고 있는 명칭이다.
키레네는 제벨 아크다르 산(Jebel Akhdar)의 고지대의 초목이 많은 골짜기에 위치한다. 키레네라는 도시명은 그리스인들이 아폴론에게 봉헌하였던 "키레(Kyre)"라 불린 샘을 따라 지어진 이름이다. 또한 키레네는 소크라테스의 제자인 아리스티포스(Aristippus: c. 435-c. 356 BC)가 기원전 4세기에 창시하여 기원전 3세기 동안 융성하였고 널리 이름이 알려졌던 그리스 철학 학파인 키레네 학파(Cyrenaics)가 있던 곳이었다. 키레네는 당시에 "아프리카의 아테네"라는 별명으로 불리었다.

## 같이 보기
- 키레나이카
- 키레네 학파